# Ingrid Bähr
Ingrid Bähr (* 19. Juli 1968) ist eine deutsche Pädagogin.

## Leben
Nach dem Studienabschluss Lehramt Sport und Kunst Sek I/II (1996) war sie Referendarin Lehramt Sek I/II (1997–1998). Nach der Promotion zum Dr. phil. an der Universität Bremen (2004) seit 2010 Professorin (W2) für Erziehungswissenschaft mit dem Schwerpunkt der Bewegungsförderung in Bildungsinstitutionen an der Universität Hamburg.
Ihre Forschungsschwerpunkte sind Aktivierung im Sportunterricht, Irritation/Ungewissheit in Bildungsprozessen, offene Unterrichtsmethoden, sportpädagogische Unterrichts- und Evaluationsforschung, kooperatives Lernen im Sportunterricht, soziales Handeln und Sozialerziehung im Sport(-unterricht), frühkindliche Bewegungsbildung und Bewegungshandeln und Bewegungslernen unter genderspezifischen Aspekten.

## Schriften (Auswahl)
- Erleben Frauen sportbezogene Bewegung anders als Männer?. Schorndorf 2006, ISBN 3-7780-8311-2.
- mit Jan Erhorn, Claus Krieger und Jonas Wibowo (Hgg.): Geschlecht und bewegungsbezogene Bildung(sforschung). Vom 18. – 20. November 2010 in Hamburg. Hamburg 2011, ISBN 978-3-88020-580-2.
- mit Jonas Wibowo (Hgg.): Kooperatives Lernen im Sportunterricht. Baltmannsweiler 2018, ISBN 3-8340-1825-2.
- mit Ulrich Gebhard, Claus Krieger, Britta Lübke, Malte Pfeiffer, Tobias Regenbrecht, Andrea Sabisch und Wolfgang Sting (Hgg.): Irritation als Chance. Bildung fachdidaktisch denken. Wiesbaden 2019, ISBN 3-658-20292-0.